# Kapara
Kapara (kapar, kaprica; lat. Capparis), biljni rod s 139 vrsta korisnog grmlja i lijana iz porodice kaparovki (Capparaceae). Rod je raširen po suptropskim i tropskim regijama, dok je u Hrvatskoj poznata vrsta Capparis spinosa, poznata jednostavno pod imenom kapara ili kapar, dok naziv vrste spinosa, znači trnovit.
Kew je u 3. mjesecu 2024 imao na popisu 145 vrsta. Tipična je Capparis spinosa L.. Rod je opisan u Species Plantarum 1: 503. 1753. (1 May 1753).

## Vrste
1. Capparis acutifolia Sweet
2. Capparis annamensis (Baker f.) M.Jacobs
3. Capparis anomala (F.Muell.) Christenh. & Byng
4. Capparis arborea (F.Muell.) Maiden
5. Capparis artensis Montrouz.
6. Capparis assamica Hook.f. & Thomson
7. Capparis averyanovii Fici, Lanors. & Souvann.
8. Capparis bachii Sy, R.K.Choudhary & Joongku Lee
9. Capparis batianoffii Guymer
10. Capparis beneolens Gagnep.
11. Capparis bodinieri H.Lév.
12. Capparis brachybotrya Hallier f.
13. Capparis brassii DC.
14. Capparis brevispina DC.
15. Capparis burmanica Collett & Hemsl.
16. Capparis buwaldae M.Jacobs
17. Capparis callophylla Blume
18. Capparis canescens Banks ex DC.
19. Capparis cantoniensis Lour.
20. Capparis cartilaginea Decne.
21. Capparis cataphyllosa M.Jacobs
22. Capparis chingiana B.S.Sun
23. Capparis chrysomeia Bojer
24. Capparis cinerea M.Jacobs
25. Capparis cleghornii Dunn
26. Capparis corymbosa Lam.
27. Capparis cucurbitina King
28. Capparis daknongensis Sy, G.C.Tucker, Cornejo & Joongku Lee
29. Capparis danielii Murugan, R.Manik., S.P.Nithya, B.Karthik & Arisdason
30. Capparis dasyphylla Merr. & F.P.Metcalf
31. Capparis decidua (Forssk.) Edgew.
32. Capparis diffusa Ridl.
33. Capparis dioica Gilg
34. Capparis divaricata Lam.
35. Capparis diversifolia Wight & Arn.
36. Capparis dongvanensis Sy, B.H.Quang & D.V.Hai
37. Capparis echinocarpa Pierre ex Gagnep.
38. Capparis erycibe Hallier f.
39. Capparis erythrocarpos Isert
40. Capparis fascicularis DC.
41. Capparis fengii B.S.Sun
42. Capparis flavicans Kurz
43. Capparis floribunda Wight
44. Capparis florida Fici & Souvann.
45. Capparis fohaiensis B.S.Sun
46. Capparis formosana Hemsl.
47. Capparis fusifera Dunn
48. Capparis gialaiensis Sy
49. Capparis grandidieri Baill.
50. Capparis grandiflora Wall. ex Hook.f. & Thomson
51. Capparis grandis L.f.
52. Capparis henryi Matsum.
53. Capparis hereroensis Schinz
54. Capparis heteracantha DC.
55. Capparis hinnamnoensis Souvann. & Fici
56. Capparis humistrata (F.Muell.) F.Muell.
57. Capparis hypovellerea Gilg & Gilg-Ben.
58. Capparis incanescens DC.
59. Capparis irenae Fici
60. Capparis jacobsii Hewson
61. Capparis kbangensis Sy & D.V.Hai
62. Capparis kebarensis Fici
63. Capparis kenaboiensis Julius
64. Capparis khuamak Gagnep.
65. Capparis klossii Ridl.
66. Capparis koioides M.Jacobs
67. Capparis kollimalayana M.B.Viswan.
68. Capparis lanceolaris DC.
69. Capparis lanceolatifolia Fici, Bouaman. & Souvann.
70. Capparis laotica Gagnep.
71. Capparis lasiantha R.Br. ex DC.
72. Capparis lianosa Fici & Souvann.
73. Capparis lobbiana Turcz.
74. Capparis longestipitata Heine
75. Capparis longgangensis S.L.Mo & X.S.Lee ex Y.S.Huang
76. Capparis loranthifolia Lindl.
77. Capparis macleishii (A.G.Mill.) Christenh. & Byng
78. Capparis macrantha Souvann., Fici & Lanors.
79. Capparis masaikai H.Lév.
80. Capparis mekongensis Gagnep.
81. Capparis membranifolia Kurz
82. Capparis micracantha DC.
83. Capparis micrantha A.Rich.
84. Capparis mitchellii (F.Muell.) Lindl.
85. Capparis monantha M.Jacobs
86. Capparis moonii Wight
87. Capparis multiflora Hook.f. & Thomson
88. Capparis nilgiriensis Subba Rao, Kumari & V.Chandras.
89. Capparis nobilis (Endl.) F.Muell. ex Benth.
90. Capparis nummularia DC.
91. Capparis olacifolia Hook.f. & Thomson
92. Capparis ornans F.Muell. ex Benth.
93. Capparis oxycarpa Fici, Aver. & Sy
94. Capparis pachyphylla M.Jacobs
95. Capparis parvifolia Fici
96. Capparis phatadke Fici, Lanors., Lamxay & Souvann.
97. Capparis poggei Pax
98. Capparis pranensis (Pierre ex Gagnep.) M.Jacobs
99. Capparis pseudocerasifera Hauman
100. Capparis pubiflora DC.
101. Capparis pubifolia B.S.Sun
102. Capparis pyrifolia Lam.
103. Capparis quiniflora DC.
104. Capparis radula Gagnep.
105. Capparis ramonensis Danin
106. Capparis rheedei DC.
107. Capparis richardii Baill.
108. Capparis rigida M.Jacobs
109. Capparis rotundifolia Rottler
110. Capparis roxburghii DC.
111. Capparis rufidula M.Jacobs
112. Capparis sabiifolia Hook.f. & Thomson
113. Capparis sandwichiana DC.
114. Capparis sarmentosa A.Cunn. ex Benth.
115. Capparis scortechinii King
116. Capparis sepiaria L.
117. Capparis shanesiana F.Muell.
118. Capparis shevaroyensis Sundararagh.
119. Capparis siamensis Kurz
120. Capparis sikkimensis Kurz
121. Capparis spinosa L.
122. Capparis srilankensis Sundararagh.
123. Capparis subacuta Miq.
124. Capparis subsessilis B.S.Sun
125. Capparis sunbisiniana M.L.Zhang & G.C.Tucker
126. Capparis tagbanuorum Fici
127. Capparis tchaourembensis Fici
128. Capparis tenera Dalzell
129. Capparis thorelii Gagnep.
130. Capparis thozetiana (F.Muell.) F.Muell.
131. Capparis tomentosa Lam.
132. Capparis tonkinensis Gagnep.
133. Capparis trichocarpa B.S.Sun
134. Capparis trinervia Hook.f. & Thomson
135. Capparis trisonthiae Srisanga & Chayam.
136. Capparis umbonata Lindl.
137. Capparis urophylla F.Chun
138. Capparis velutina P.I.Forst.
139. Capparis versicolor Griff.
140. Capparis viburnifolia Gagnep.
141. Capparis viminea Oliv.
142. Capparis wui B.S.Sun
143. Capparis yunnanensis Craib & W.W.Sm.
144. Capparis zeylanica L.
145. Capparis zippeliana Miq.

## Sinonimi
- Anisosticte Bartl.
- Apophyllum F.Muell.
- Busbeckea Endl.
- Calyptranthus Thouars
- Destrugesia Gaudich.
- Destruguezia Benth. & Hook.f.
- Dhofaria A.G.Mill.
- Hombak Adans.
- Marsesina Raf.
- Oligloron Raf.
- Olofuton Raf.
- Petersia Klotzsch
- Sodada Forssk.